# Namu
Namu (en marshallès: Nam̧o) és un atol de l'oceà Pacífic que forma un districte legislatiu de la cadena de Ralik de les Illes Marshall. Comprèn 54 illes i illots, té una superfície terrestre de tan sols 6,27 km² i envolta una llacuna amb una superfície de 397 km². Es troba 62 quilòmetres al sud-sud-oest de l'atol de Kwajalein. Hi ha quatre nuclis de població principals, les illes de Namu, Majkin, Loen i Mae. Segons el cens del 2021 la població de l'atol de Namu era de 525 habitants.

## Història
L'expedició espanyola d'Álvaro de Mendaña va fer el primer albirament documentat per europeus de l'atol de Namu el 17 de setembre de 1568. El pilot Hernán Gallego el va confondre amb San Bartolomé (atol de Bokak), que Toribio Alonso de Salazar havia vist el 1526, tot i que Bokak era molt més al nord. Mendaña diu que els van posar el nom de San Mateo Shoals. Les illes estaven habitades, amb moltes cases. Un grup de desembarcament va trobar un cisell fet d'un clau i trossos de corda que presumiblement eren obsequis deixats allí el 3 de juliol de 1566 pel galió San Jerónimo, llavors comandat pel pilot rebel Lope Martín. El capità Thomas Dennet del vaixell britànic Britannia va albirar l'atol el 1797 en la ruta d'Austràlia a la Xina i el va anomenar Illa Ross.
L'Imperi Alemany va reclamar l'atol de Namu juntament amb la resta de les Illes Marshall el 1885. Després de la Primera Guerra Mundial va quedar sota el Mandat de les Illes del Pacífic de l'Imperi Japonès. A la fi de la Segona Guerra Mundial va quedar sota el control dels Estats Units com a part del Territori en Fideïcomís de les Illes del Pacífic fins al 1986, quan les illes Marshall van aconseguir la seva independència.